# Wille Mäkelä
Wille Jarno Wilhelm Mäkelä (ur. 2 marca 1974 w Hyvinkää) – fińśki curler, srebrny medalista olimpijski z Turynu 2006.
Mäkelä curling uprawia od 1991. Finlandię na arenie międzynarodowej reprezentował 20-krotnie. Przez większość kariery związany był z drużyną Markku Uusipaavalniemiego.
Pierwszym sukcesem Mäkeli było zdobycie brązowego medalu na Mistrzostwach Świata 1998. Finowie w małym finale wygrali 6:5 nad Szkotami (David Smith). Pod koniec roku uplasowali się tuż za podium ME, przegrali 5:6 przeciwko Norwegii (Tormod Andreassen). 
W sezonie 1999/2000 drużyna Uusipaavalniemiego stanęła na najniższym stopniu podium Mistrzostw Europy. Finowie w półfinale ulegli Duńczykom (Ulrik Schmidt), wygrali później nad Szwajcarami (Patrick Hürlimann). Medal z tego samego kruszcu Mäkelä wywalczył na Mistrzostwach Świata 2000. 
Reprezentacja Finlandii w fazie grupowej Mistrzostw Europy 2000 nie przegrała żadnego meczu i z pierwszego miejsca awansowała do półfinału. Po wygranej 8:7 nad Szwecją (Peter Lindholm) awansowała do finału. W ostatnim meczu Finowie zmierzyli się z Duńczykami (Ulrik Schmidt). Wynikiem 8:7 ekipa Uusipaavalniemiego wywalczyła pierwszy i jak dotąd jedyny w historii tytuł mistrzów Europy dla swojego kraju. Rok później Finowie byli gospodarzami turnieju. Nie udało im się znów zdobyć złotych medali, w półfinale ulegli 4:7 Szwedom (Peter Lindholm), po wygranej nad Norwegami (Pål Trulsen) zajęli 3. miejsce.  
Wille Mäkelä wystąpił na Zimowych Igrzyskach Olimpijskich 2002. Finowie zajęli 5. miejsce, wygrali pięć meczów a cztery przegrali. Podczas kolejnych zawodów zespół plasował się na podobnych pozycjach. W sezonie 2003/2004 Wille stworzył własną drużynę, z którą zajął 9. miejsce na ME 2003. Po roku przerwy powrócił do nowego zespołu Markku Uusipaavalniemiego. Zespół ten reprezentował Finlandię na Zimowych Igrzyskach Olimpijskich 2006. W Round Robin wygrał 7 z 9 meczów i zajął pierwsze miejsce. W półfinale Finowie pokonali 4:3 Wielką Brytanię (David Murdoch). Zdobyli srebrne medale odnosząc porażkę w ostatnim spotkaniu przeciwko Kanadzie (Brad Gushue) 4:10. 
Po turnieju olimpijskim w Turynie Wille Mäkelä postanowił zakończyć karierę sportową. Główną przyczyną były trudności w pogodzeniu curlingu z karierą zawodową. Przyjął ofertę Kalle Kiiskinena by zostać rezerwowym podczas Mistrzostw Europy 2007. Mäkelä wystąpił we wszystkich meczach, Finowie zajęli 9. miejsce. 

## Drużyna
|                 | Czwarty                | Trzeci                | Drugi                 | Otwierający    |
| --------------- | ---------------------- | --------------------- | --------------------- | -------------- |
| 2004/2006       | Markku Uusipaavalniemi | Wille Mäkelä          | Kalle Kiiskinen       | Teemu Salo     |
| 2003/2004       | Wille Mäkelä           | Tuomas Vuori          | Jani Sullanmaa        | Jari Rouvinen  |
| 2002/2003       | Markku Uusipaavalniemi | Wille Mäkelä          | Aku Kauste            | Tony Träskelin |
| 1998/2002       | Markku Uusipaavalniemi | Wille Mäkelä          | Tommi Häti            | Jari Laukkanen |
| MŚ 1998         | Markku Uusipaavalniemi | Wille Mäkelä          | Tommi Häti            | Jari Laukkanen |
| ME 1997 MŚ 1997 | Markku Uusipaavalniemi | Wille Mäkelä          | Jussi Uusipaavalniemi | Tommi Häti     |
| ME 1996         | Markku Uusipaavalniemi | Jussi Uusipaavalniemi | Raimo Lind            | Wille Mäkelä   |